# Gyractis excavata
Gyractis excavata är en havsanemonart som beskrevs av Boveri 1893. Gyractis excavata ingår i släktet Gyractis och familjen Actiniidae. Inga underarter finns listade i Catalogue of Life.